# Хири
Хири е името на традиционните търговски плавания по море, извършвани от племето Моту от Папуа Нова Гвинея край югоизточния бряг на остров Нова Гвинея (залива Папуа), при които се разменят традиционни глинени съдове за готвене срещу саго – вид нишесте, извличано от сърцевината на различни тропически палми, най-вече саговата палма и използвано за храна от народите на Нова Гвинея и Молукските острови.

## Предпоставки
Моту са автохтонно австронезийско племе, обитаващо южното крайбрежие на Папуа Нова Гвинея в района, в който днес се намира столицата на страната Порт Морсби. Поради валежната сянка, в която попадат земите на племето, сухият сезон е необичайно суров и площите, подходящи за отглеждане на сагови палми (на латински: Metroxylon sagu) са малко. Същевременно племето Моту, за разлика от други коренни народи на Папуа Нова Гвинея, са изключително изкусни в изработка на традиционни глинени съдове за готвене, известни като уро. Като разменят своите уро срещу брашно от сагови палми с другите племена в района, Моту могат да си осигурят необходимата храна, за да преживеят сухия сезон.

## Търговски плавания
Традиционните търговски плавания Хири, извършвани от племето Моту са ежегодни. Подготовката за тях започва в края на септември или началото на октомври. Мъжете подготвят своите lakatoi или lagatoi (голямо, многокорпусно кану) за плаването, а жените оформят и изпичат глинените съдове, необходими за размяната. Когато започнат да духат югоизточните пасати, наричани laurabada, мъжете се качват на своите канута и потеглят на запад, понесли товар глинени съдове.
Самото плаване е кратко и обикновено отнема около седмица. Маршрутът на всяко от канутата обикновено е един и същ. Всеки екипаж се насочва към конкретно село в района на залива Папуа, докъдето е плавал и преди и където е познат на местните жители. Размяната на глинените съдове срещу саго се осъществява бързо като за преговори между страните се използва опростена форма на езика Motu, известен днес като Hiri Motu.
Въпреки краткото времетраене на плаването, завръщането на екипажите не може да стане веднага. Те трябва да изчакат смяната на сезона и появата на северозападните мусони, известни като lahara, които да им позволят да се върнат обратно. Тези два до три месеца, в които трябва да престоят на чуждия бряг екипажите използват, за да разширят и укрепят своите канута за товара от саго, който им предстои да върнат у дома и който е значително по-обемист от товара глинени съдове за размяна, с който са пристигнали.
Със смяната на сезона и появата на lahara канутата на Моту тръгват по обратния път. Това е рисковано плаване за екипажите и тревожен момент за техните близки, които ги очакват у дома. Северозападните мусони са силни и често предизвикват вълнение и бури в морето, а преустроените канута, претоварени със саго и пригодени да поберат по-голям товар от първоначалния, са с влошени мореходни качества.
Завръщането на екипажите от тяхното Хири е щастлив момент за цялата общност и повод за всеобща радост (moale).
Традиционните търговски плавания на Моту продължават до 50-те години на XX в, когато потъването на повредено и  претоварено кану, довело до множество човешки жертви, е използвано от австралийските колониални власти като повод за забрана на експедициите Хири.

## Съвременно значение
С получаването на независимост на Папуа Нова Гвинея през 1975 г. традицията на търговските експедиции Хири е претворена във фестивала Hiri Moale, чието провеждане в района на столицата Порт Морсби съвпада с националните празненства за деня на независимостта.